# Entosthodon soleirolii
Entosthodon soleirolii là một loài Rêu trong họ Funariaceae. Loài này được (Mont.) De Not. mô tả khoa học đầu tiên năm 1860.